# Aimé Césaire (stacja metra)
Aimé Césaire – stacja dwunastej linii paryskiego metra. Stacja znajduje się w gminie Aubervilliers. Otwarcie miało miejsce 31 maja 2022 roku w ramach przedłużenia trasy od stacji Front populaire do stacji Mairie d'Aubervilliers.